# Kolīvand
Kolīvand (persiska: كُليوَند) är en ort i Iran.   Den ligger i provinsen Lorestan, i den västra delen av landet, 400 km sydväst om huvudstaden Teheran. Kolīvand ligger 703 meter över havet och antalet invånare är 547.
Terrängen runt Kolīvand är kuperad österut, men västerut är den bergig. Kolīvand ligger nere i en dal. Runt Kolīvand är det ganska glesbefolkat, med 28 invånare per kvadratkilometer. Närmaste större samhälle är Poldokhtar, 11,4 km söder om Kolīvand. Omgivningarna runt Kolīvand är i huvudsak ett öppet busklandskap.